# Abd Allah ibn al-Mu'izz
Abd Allah ibn al-Mu'izz (fl. XI secolo) è stato un governatore ziride della Sicilia, tra il 1036 e il 1040.
Proveniente dalla dinastia ziride, era figlio dell'emiro dell'Ifriqiya Al-Mu'izz ibn Badis. Le notizie su Abd Allah sono esigue. Nel 1036 fu a capo di un potente esercito che presto sconfisse l'emiro kalbita, spingendo quest'ultimo a implorare il sostegno militare dei suoi alleati bizantini. Di conseguenza l'imperatore Michele 'il Paflagone' ordinò al celebre generale Giorgio Maniace, l'ex governatore di Edessa, di preparare una forza d'invasione. Nel 1040 Giorgio Maniace, tra Randazzo e Troina, sconfisse le truppe musulmane di Abd Allah che perse tutti i suoi possedimenti. Abd Allah si ritrovò assediato a Palermo ma ricevette presto rinforzi significativi da suo padre dall'Ifriqiya. Nel 1040, a seguito di conflitti alla guida dell'esercito bizantino, poté passare all'offensiva, a seguito della quale liberò gran parte della Sicilia. Allo stesso tempo, il suo rivale Hassan divenne più potente. I feudatari locali non lo riconobbero come emiro e, incapace di affrontare tutti i nemici, Abd Allah tornò in Ifriqiya.